# 严州府

严州府在浙江省的位置（1820年）

严州府是明、清两代隶属于浙江省的一个府，上八府之一，辖区相当于今日的杭州市西南部。
龙凤八年（壬寅年，1362年）二月，朱元璋政权改建德府为严州府。下辖6个县：建德县、桐庐县、淳安县、分水县、遂安县、寿昌县。与本省杭州府、金华府、衢州府及安徽省徽州府相邻。民国初年，全国废府州厅改县，废。昔日府城为今建德市梅城镇。

## 延伸阅读
[在维基数据编辑]
 《欽定古今圖書集成·方輿彙編·職方典·嚴州府部》，出自陈梦雷《古今圖書集成》